# Edvin Paulsen
Edvin Paulsen (Christiania, 23 september 1852 – aldaar, 1 maart 1941 was een Noors schaatser en koopman.
Edvin Emanuel Paulsen werd geboren binnen het gezin waarin ook zijn veel beroemdere broer en schaatser Axel Paulsen en componist Alfred Paulsen opgroeiden. Vader Johan Peter Paulsen, getrouwd met Haagine Olsen, was koopman. Samen met broer Axel reed hij diverse wedstrijden als wedstrijdschaatser en kunstschaatser. Edvin verkoos echter in de voetsporen van zijn vader Johan Peter Paulsen te treden. In 1882 had hij een wedstrijd over 800 meter gewonnen, daar waar zijn broer won over een afstand van 1600 meter. Hij had tijdens een hardrijderij (een soort Europeeskampioenschap) in 1886 in Hamburg een grote zilveren medaille in het kunstrijden gewonnen. In 1891 traden de broers nog gezamenlijk op in Oslo.
Edvin en Axel liggen samen met vader en moeder gebroederlijk naast elkaar in een familiegraf te Oslo.